# Haruo Arima
Haruo Arima (有馬 暎夫 Arima Haruo?) fue un futbolista japonés que se desempeñaba como centrocampista.
Arima fue elegido para integrar la selección nacional de Japón para los Juegos del Lejano Oriente de 1927, donde disputó 2 encuentros.

## Trayectoria

### Clubes
| Club       | País  | Año  |
| ---------- | ----- | ---- |
| Waseda WMW | Japón | ???? |

### Selección nacional
| Selección | País  | Año  |
| --------- | ----- | ---- |
| Absoluta  | Japón | 1927 |

## Estadística de equipo nacional
| Selección de Japón | Selección de Japón | Selección de Japón |
| Año                | Part.              | Goles              |
| ------------------ | ------------------ | ------------------ |
| 1927               | 2                  | 0                  |
| Total              | 2                  | 0                  |